# Sound City (film)
Pour les articles homonymes, voir Sound City.
Pour plus de détails, voir Fiche technique et Distribution.
Sound City est un documentaire musical sur les studios Sound City de Los Angeles réalisé par Dave Grohl et sorti en 2013.

## Synopsis
Sound City est un documentaire centré sur l'histoire du célèbre studio d'enregistrement Sound City situé à Van Nuys, un quartier de Los Angeles et raconte ses déboires et ses succès. Le film se penche sur la création du studio par et notamment la console d'enregistrement Neve 8078.   

## Production

### Genèse
En 1991, Dave Grohl, avec Nirvana, enregistre l'album Nevermind dans les studios Sound City. Lorsque ceux-ci ferment en 2011, il acquiert un certain nombre d'accessoires provenant des locaux y compris la console de mixage analogique Neve 8028. Il décide alors de réaliser un documentaire sur l'histoire des studios.
De nombreuses personnalités du rock qui ont enregistré dans les studios participent au projet à travers des interviews menées par Dave Grohl. Ils réalisent également une bande originale pour le film dénommée Sound City: Real to Reel.

## Bande originale
La bande originale du film est composée par les différents artistes qui ont participé au documentaire et est publiée le 12 mars 2013.
| No  | Titre                  | Auteur                                                               | Durée |
| --- | ---------------------- | -------------------------------------------------------------------- | ----- |
| 1.  | Heaven and All         | Dave Grohl, Robert Levon Been, Peter Hayes                           | 5:25  |
| 2.  | Time Slowing Down      | Dave Grohl, Tim Commerford, Chris Goss, Brad Wilk                    | 5:56  |
| 3.  | You Can't Fix This     | Dave Grohl, Taylor Hawkins, Rami Jaffee, Stevie Nicks                | 5:58  |
| 4.  | The Man That Never Was | Dave Grohl, Taylor Hawkins, Nate Mendel, Pat Smear, Rick Springfield | 3:25  |
| 5.  | Your Wife Is Calling   | Dave Grohl, Taylor Hawkins, Alain Johannes, Pat Smear, Lee Ving      | 3:22  |
| 6.  | From Can to Can't      | Dave Grohl, Rick Nielsen, Scott Reeder, Corey Taylor                 | 4:50  |
| 7.  | Centipede              | Dave Grohl, Chris Goss, Alain Johannes, Josh Homme                   | 5:10  |
| 8.  | A Trick with No Sleeve | Dave Grohl, Alain Johannes, Josh Homme                               | 4:53  |
| 9.  | Cut Me Some Slack      | Dave Grohl, Paul McCartney, Krist Novoselic, Pat Smear               | 4:37  |
| 10. | If I Were Me           | Dave Grohl, Jessy Greene, Rami Jaffee, Jim Keltner                   | 4:12  |
| 11. | Mantra                 | Dave Grohl, Josh Homme, Trent Reznor                                 | 7:44  |

## Accueil
La première de Sound City s'est faite lors du Festival de Sundance 2013, le 18 janvier 2013 puis est sorti en salles et en VOD le 1er février 2013. Le documentaire sera publié en DVD et Bluray en même temps que la bande originale, le 12 mars 2013.

## Distinctions

### Nominations
- Festival du film de Sundance 2013 : sélection hors compétition « Documentary Premieres »
- Satellite Awards 2013 : meilleur film documentaire